# Pasta (deegwaar)
Pasta (Italiaans voor deeg) is in de Italiaanse keuken de benaming voor deegwaren van harde tarwe. Pasta is verkrijgbaar in gedroogde vorm en vers, en heeft vele vormen en bereidingswijzen. Recentelijk is er ook pasta van spelt, evenals meergranen- en glutenvrije varianten.

## Varianten buiten Italië
Al veel langer is de naam noedels bekend, waartoe de Italiaanse pasta behoort, maar waarmee men verwante producten aanduidt die niet van Italiaanse oorsprong zijn. Zo worden noedels gegeten in de hele Noord- en Oost-Europese keuken (knödel), evenals in het Midden-Oosten en in Oost- en Zuidoost-Azië (bami). Italiaanse migranten introduceerden de pasta in de Verenigde Staten. In 2005 werden in de Chinese provincie Qinghai 4000 jaar oude noedels gevonden, die waarschijnlijk uit gierst waren bereid.

## Soorten

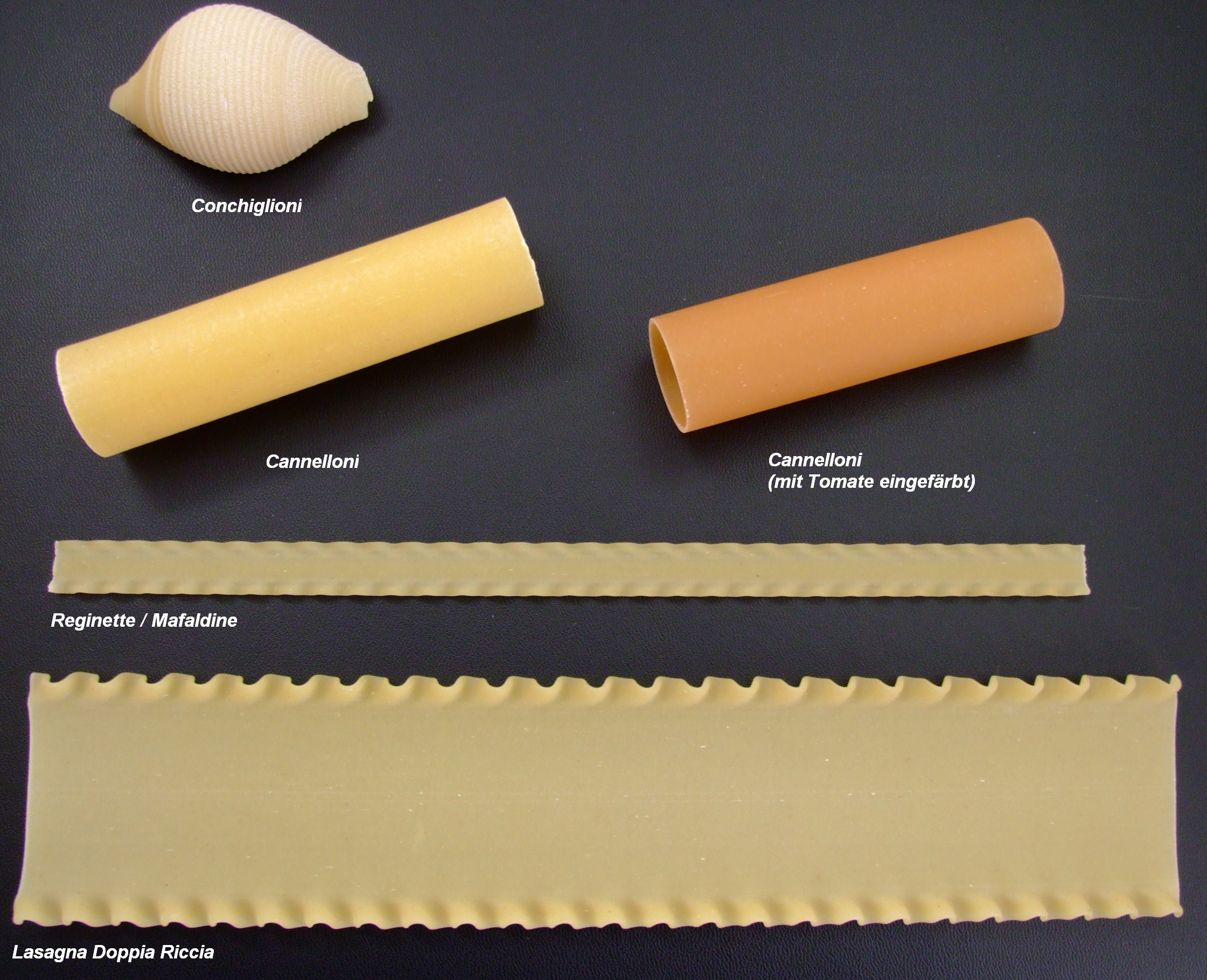
Verschillende vormen van pasta.

Er bestaan twee hoofdsoorten Italiaanse pasta, pasta secca of pastasciutta (gedroogde pasta, eventueel met ei bereid (pasta secca all'uovo)), en pasta fresca (verse pasta). Pasta kan zowel in warme gerechten als in koude gerechten zoals pastasalade gebruikt worden. 
Pasta is een deegproduct dat op allerlei manieren in allerlei vormen gefabriceerd wordt. Het deeg kan tot dunne plakken gerold worden en dan in stroken gesneden (spaghetti, tagliatelle). Het kan ook met een machine door vormpjes geperst worden (macaroni, fusilli en penne). Ook kunnen de plakjes tot vierkantjes gesneden worden en dan met een vulling erin machinaal of met de hand tot ravioli, agnolotti of tortellini (taartjes) gerold worden. Een aantal soorten pasta kennen naast een gladde versie (pasta liscia) ook een geribbelde uitvoering (pasta rigata) om saus beter vast te kunnen houden, bijvoorbeeld:
- Conchiglie rigate, geribbelde schelpjes, zijn zowel heel groot als klein te verkrijgen
- Penne rigate, geribbelde holle rechte buisjes
- Rigatoni, iets grotere variant van de penne rigate.

Een aantal andere pastavormen (geen volledig overzicht):
- Cannelloni, grote ronde pijpen die gevuld worden
- Cavatelli, onregelmatige vormen, kleinere variant van Strozzapreti
- Farfalle, vlinder- of strikvormige pasta
- Fettuccine, linten
- Fusilli, een gedraaide spiraalvormige pasta
- Gnocchi, behalve van tarwebloem veelal gemaakt van aardappelen, de Gnocchi di patate
- Lasagne, platte rechthoekige pastavellen
- Linguine, platte spaghetti
- "Macaroni" (verbastering van Italiaans: maccheroni) holle boogjes in diverse maten
- Maltagliati, onregelmatige vormen, gemaakt van restjes verse pasta na het snijden van b.v. tagliatelle
- Orecchiette, Italiaans voor 'oortjes', een pasta uit Puglia
- Pappardelle, platte lange vorm, een bredere variant van tagliatelle
- Pici, dikke met de hand gerolde lange pasta uit Toscane
- Pizzoccheri, soort dikke tagliatelle uit Noord-Italië
- Ravioli, twee deeglapjes op elkaar met vulling ertussen
- Risoni, lijkt op rijst en is gemaakt voor soep
- Spaghetti, ronde lange vorm
- Strozzapreti, met de hand gerolde holle langwerpige pastavorm, oorspronkelijk uit Emilia-Romagna
- Tagliatelle, platte lange vorm
- Tortellini, opgerold stukje deeg met vulling en daarna met de punten naar elkaar toegevouwen
- Tortelloni, grotere uitvoering van de tortellini
- Trofie, griesmeelpasta uit Ligurië
- Vermicelli, slierten dunner dan spaghetti

## Water
Bereide deegwaren bestaan soms in grote mate uit water. Echte pasta wordt gemaakt zonder water (Battajon, 2011). De ingrediënten bestaan uit harde tarwegries, verse eieren en zout. De samenstelling van dat water is bijgevolg van belang. De TVS of totaal vaste stof die dat water bevat is van invloed op de oplossingsvermogen van het water om tot hetzelfde resultaat te komen. Het soort drinkwater zal dus in hoge mate de smaak en de aanblik en dus de waardering bepalen. Dezelfde pasta van hard leidingwater ofwel van bronwater met eventueel gunstiger TVS en pH zal er anders uitzien en anders smaken. Water met een lage TVS en gunstige pH zal pasta ook gelijkmatiger gaar maken (ook binnenin) en niet, zoals bij water met hoge TVS of hard water, aan de buitenkant week en sponzig en binnenin hard en taai. Het oplossingsvermogen en de zuurgraad van water hebben dus invloed.

## Pasta in Nederland
In 1813 adverteert een winkel in de Amsterdamse Kalverstraat al met 'macaroni, vermicelli, lasagnes en alle verdere soorten Italiaansche deegwerken'.
In 1902 had De Telegraaf een recept voor “macaroni met ham en kaas”, gemaakt van “150 gr. macaroni, 1¼ liter bouillon of water, 100 gram rookvleesch of 50 gr. rookvleesch en 50 gram ham, 100 gram parmezaansche kaas en 80 gr. boter”.
De Nederlandse stijfselfabriek Honig begint in 1920 met de productie van vermicelli en macaroni uit zachte tarwe. Tot de jaren 80 zal pasta uit zachte tarwe in Nederland marktleider blijven. 
Begin jaren 70 openen in Nederland de eerste pizzeria's. Tegelijk vestigen zich de eerste Italiaanse delicatessenwinkels, die meteen de authentieke Italiaanse pastamerken (voornamelijk Barilla en De Cecco) introduceren.
Begin jaren 80 wordt het merk Grand'Italia exclusief voor Nederland geïntroduceerd door het Italiaanse bedrijf Star, gevestigd vlak bij Milaan. De producten (pasta's en sauzen) worden in Italië geproduceerd. Nederlandse supermarkten adverteren met Grand'Italia vanaf 1984.
Eveneens vanaf de jaren 80 beginnen Britse televisiekoks als Keith Floyd en later Nigella Lawson, Gordon Ramsay en vooral Jamie Oliver het eten van pasta wereldwijd te promoten. Begin 2000 blijkt pasta in Nederland de aardappel te verdringen als basisvoedsel.

## Fabricageproces.[7]
Nadat het pastadeeg gereed is, wordt dit onder hoge druk door mallen geperst, waarbij bijvoorbeeld spaghetti tot ronde slierten wordt gevormd. 
De ‘Italiaanse’ pasta wordt gemaakt van harde tarwe en geperst door mallen van brons ('al bronzo' staat dan op de verpakking van de pasta vermeld), die door de ruwheid van het materiaal, een ruwe structuur geven aan de pasta. Daarna wordt de pasta gedroogd bij een temperatuur van 45 graden Celsius, gedurende 36 uur. Door het langdurige proces, heeft deze pasta een aanzienlijk hoger prijskaartje in vergelijking met de ‘Nederlandse’ pasta. Door het langduriger proces blijven ook de smaak en oorspronkelijke tarwestructuur behouden. De ruwe structuur zorgt ervoor dat de bij het product geserveerde saus niet alleen goed aan de pasta blijft kleven, maar ook erin binnendringt en een geheel ermee vormt.
De ‘Nederlandse’ pasta wordt gemaakt van zachte tarwe en geperst door mallen met een teflon coating. Het heeft hierdoor een gladde structuur en een hoge productiesnelheid door de mallen. De droogtijd hierna wordt aanzienlijk bekort door droging in hete lucht bij een bepaalde vochtigheid bij 70-90 graden Celsius. Het totale productieproces wordt hiermee aanzienlijk bekort tot zo’n negen uur. Dit alles zorgt ervoor dat de productiekosten laag gehouden worden. De gladde structuur van het product zorgt voor een glad mondgevoel, echter ook voor het slecht opnemen van de saus, waarmee de maaltijd wordt geserveerd.
‘Verse pasta’ is pasta die in de supermarkten wordt aangeboden en die reeds is voorgegaard, waardoor de kooktijd tot slechts enkele minuten is bekort. Terwijl gedroogde pasta enkele jaren houdbaar is, is de houdbaarheid hiervan beperkt tot enkele dagen.

## Afbeeldingen

### Italiaanse pasta

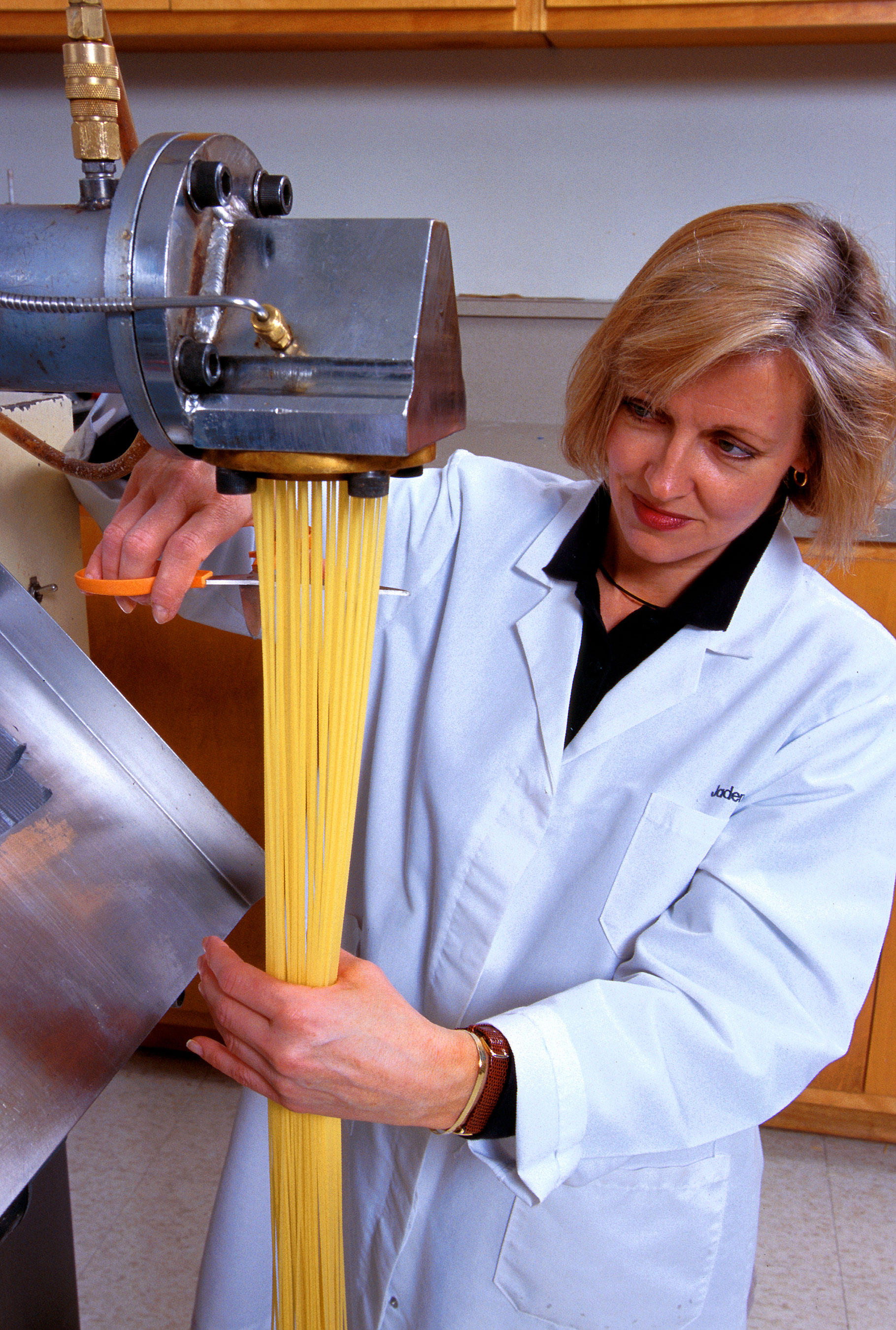
Bereiding van pasta
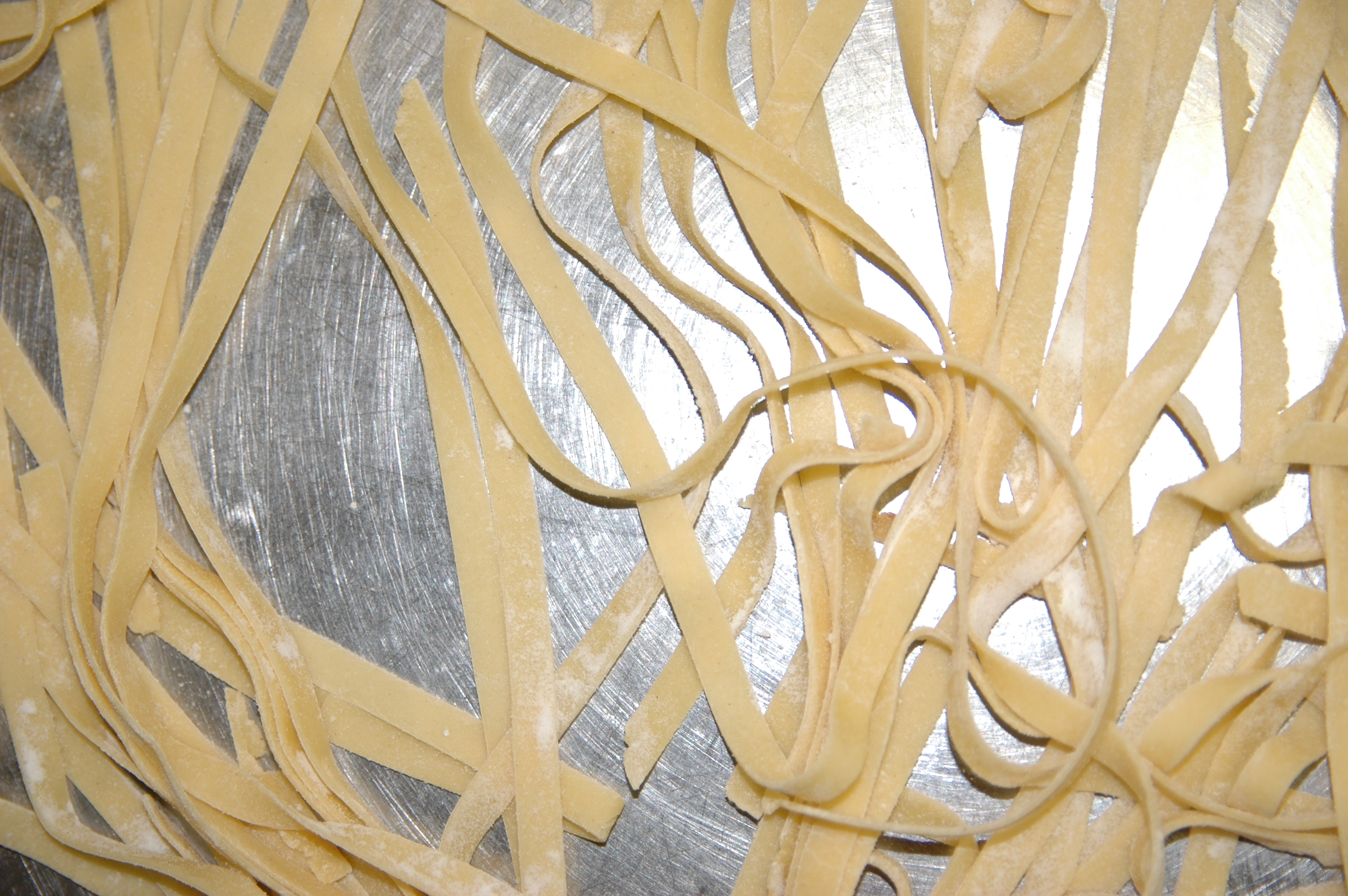
Vers bereide pasta, juist voor het koken
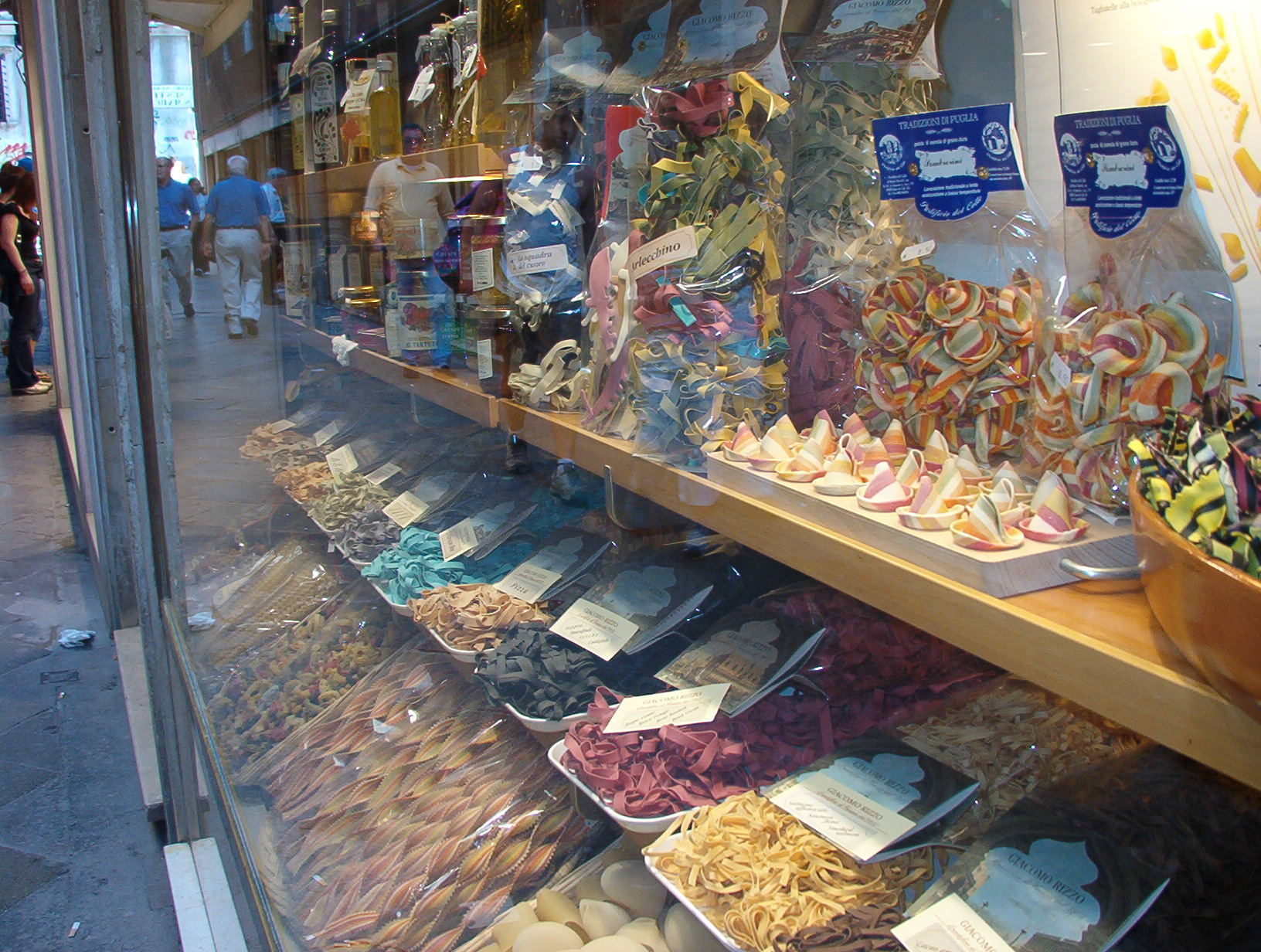
Gekleurde pasta in de etalage in Venetië
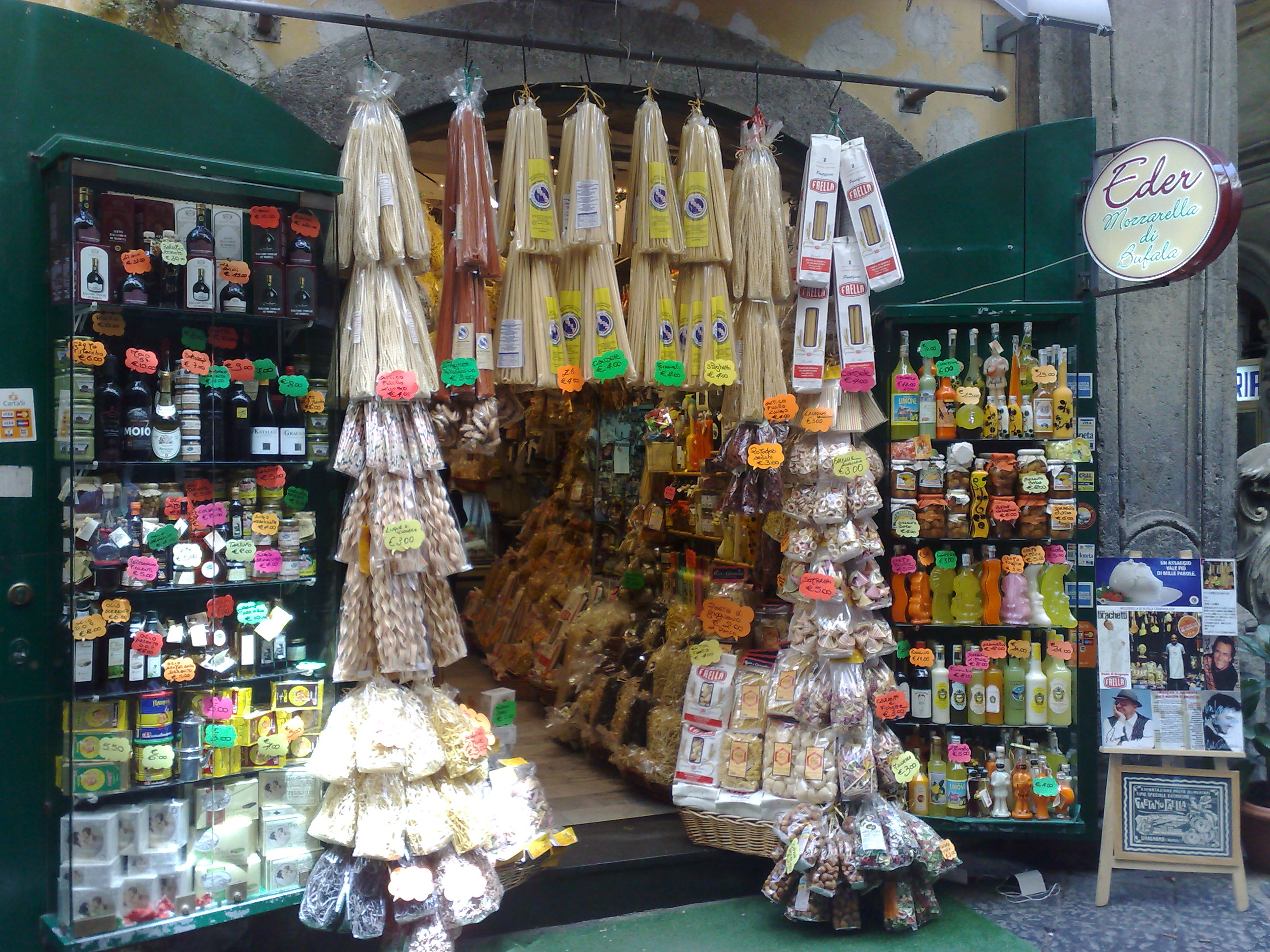
Pasta in Napels
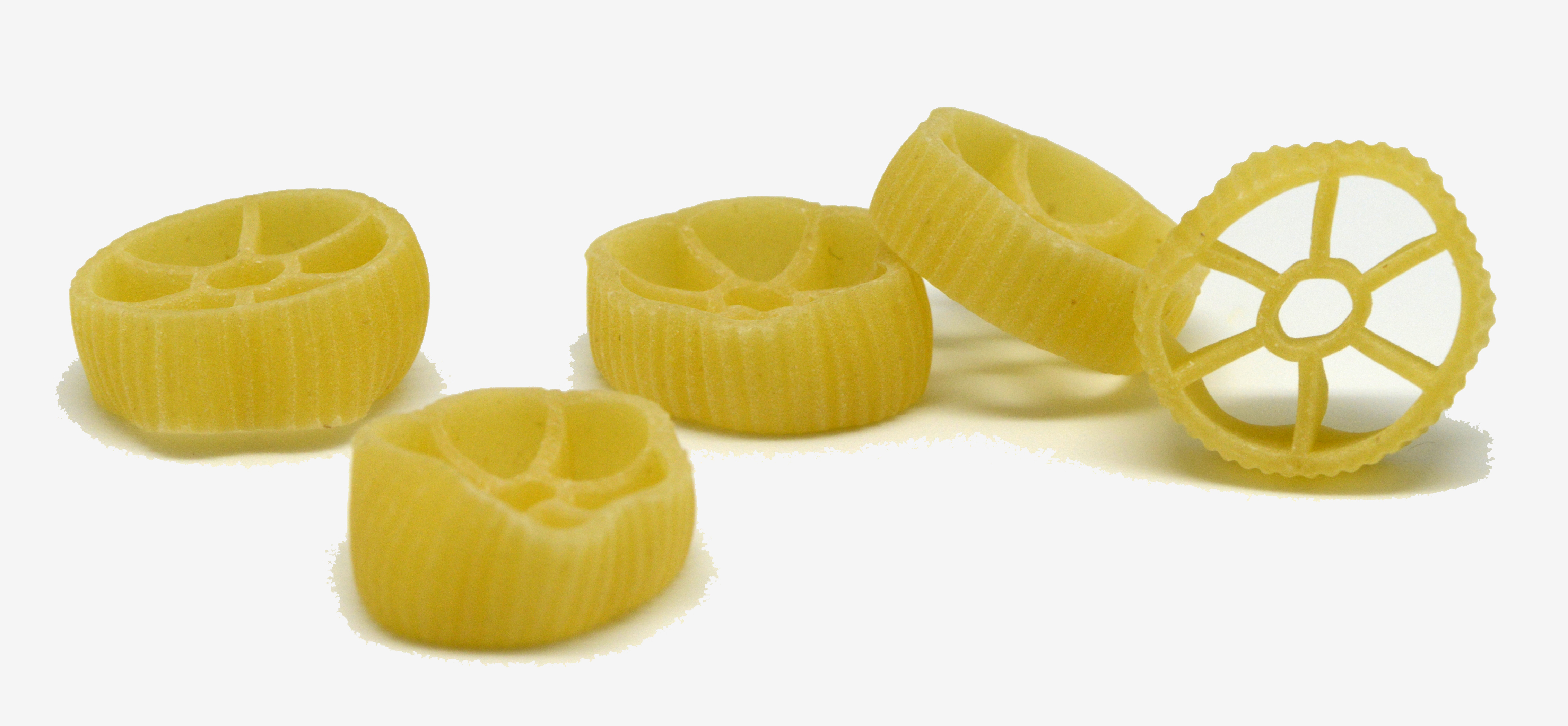
Rotelle: wieltjes
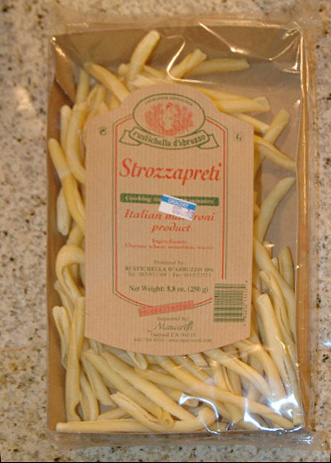
Strozzapreti: priesterwurgers
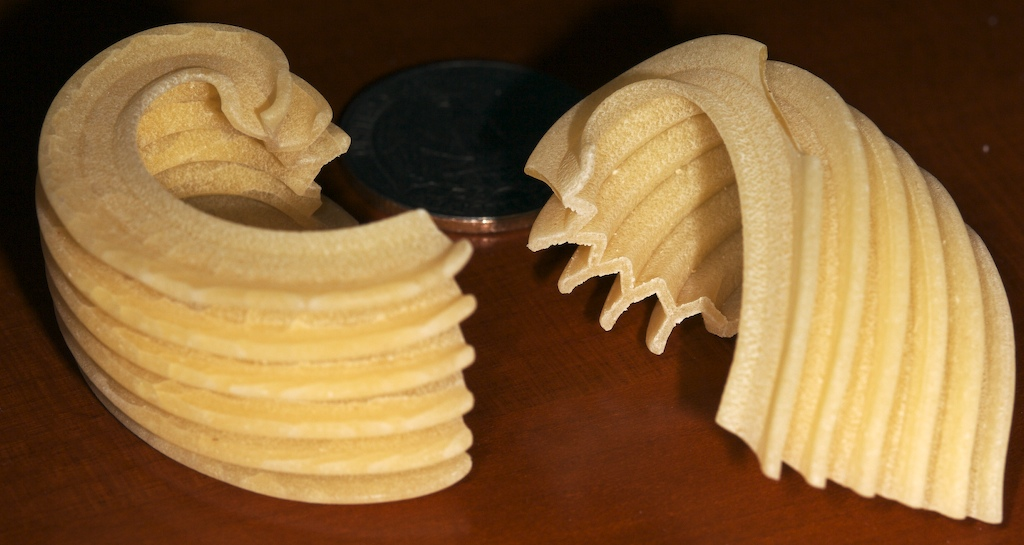
Lanterne: lantaarns
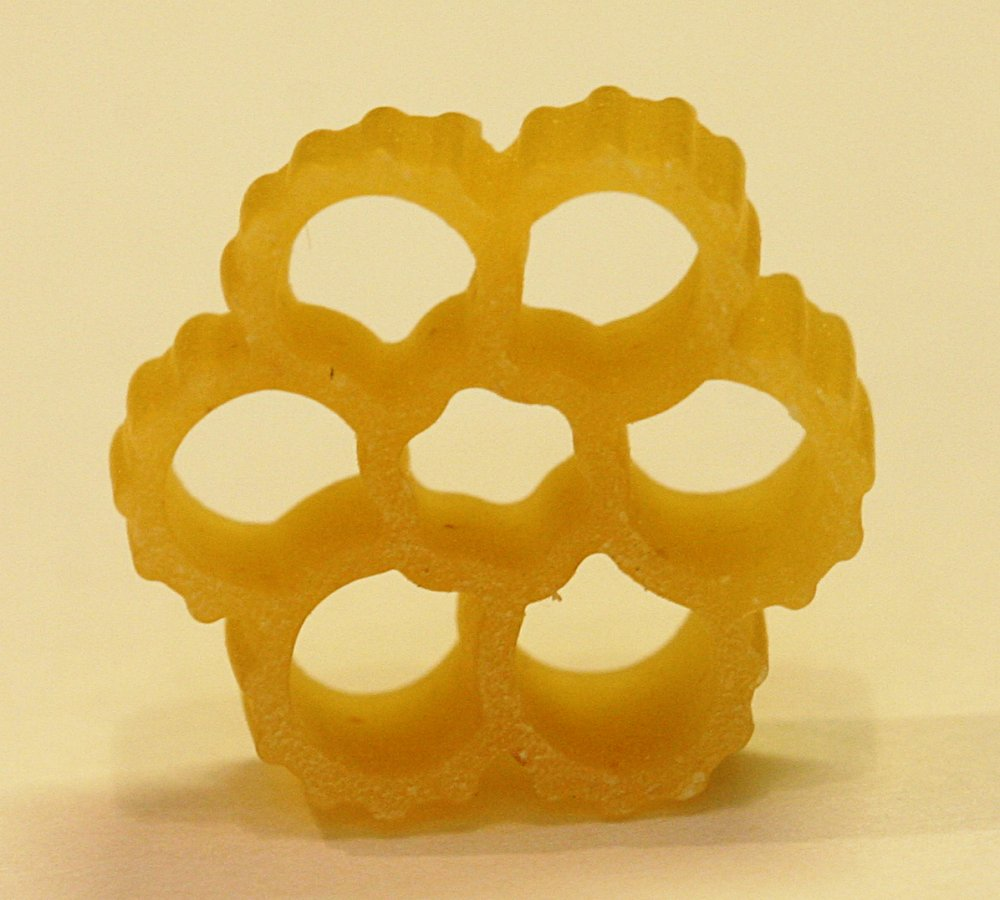
Fiori: bloemen
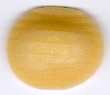
Orecchiette: oortjes
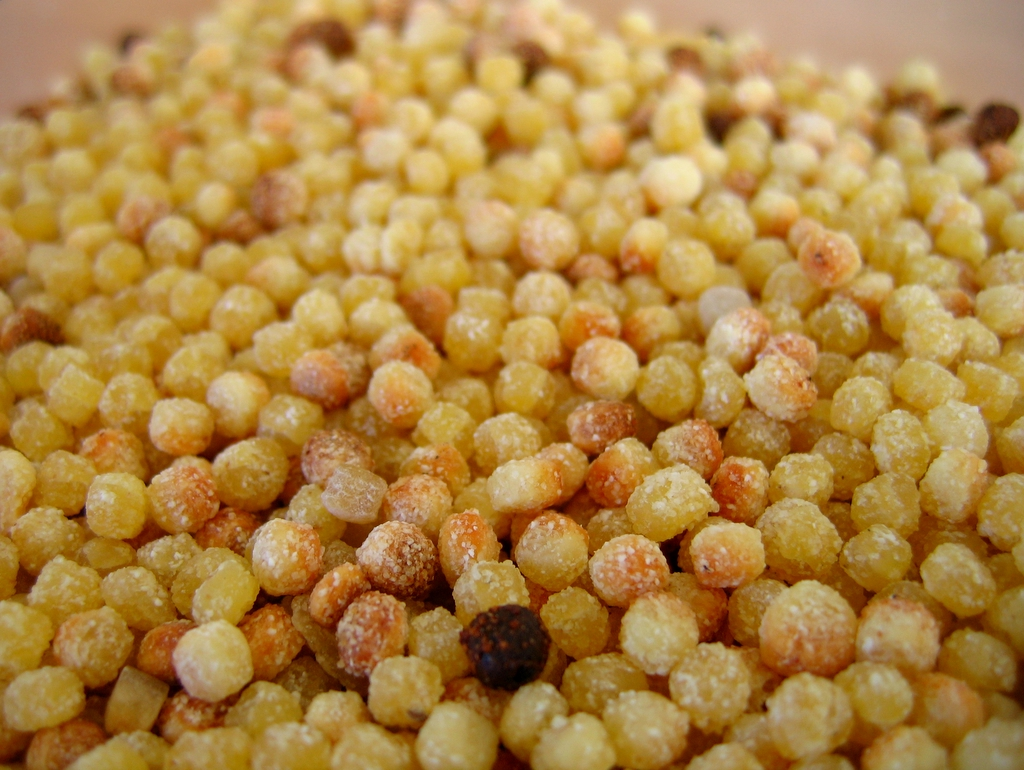
Rauwe fregula van Sardinië
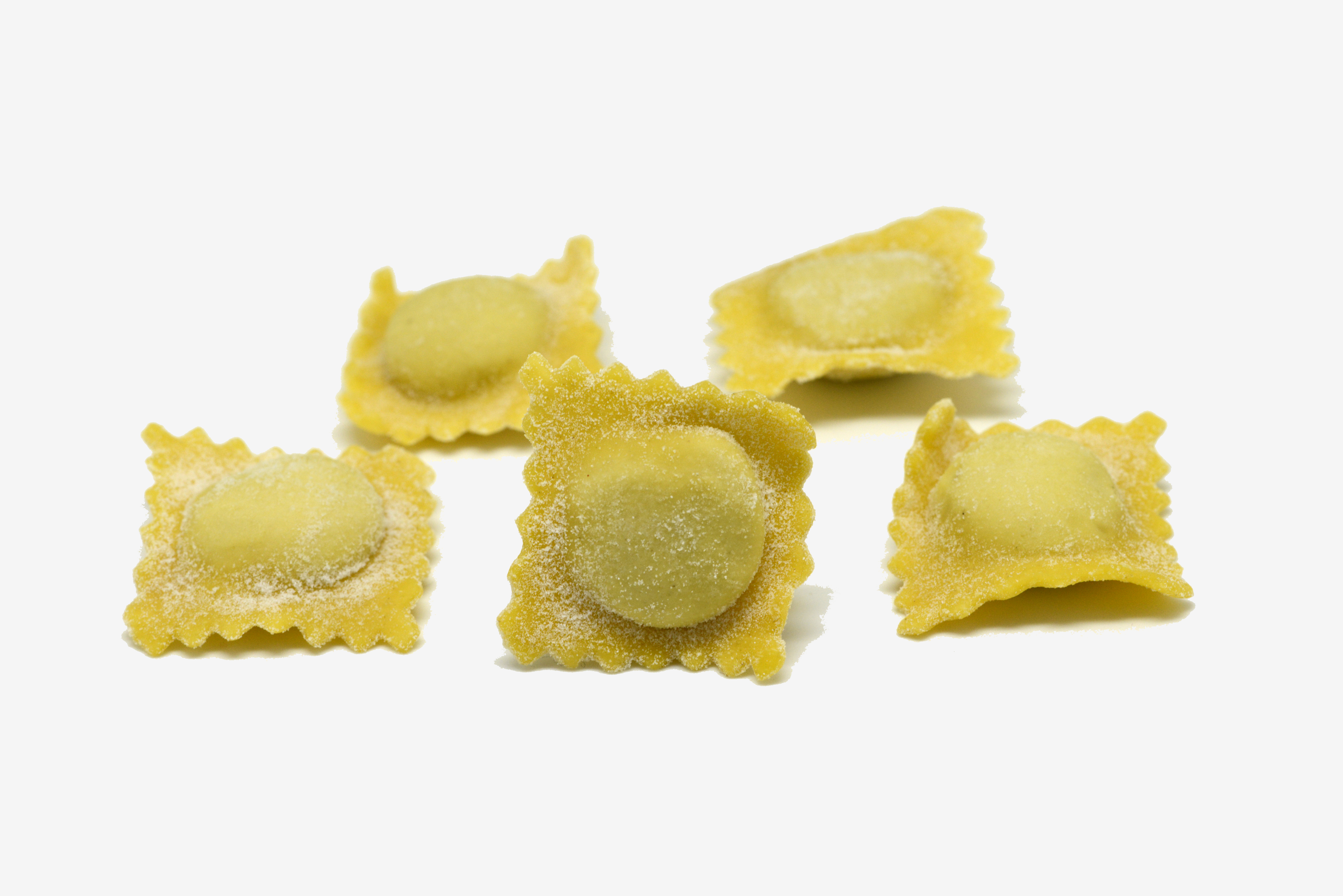
Agnolotti, gevulde pasta, soort ravioli
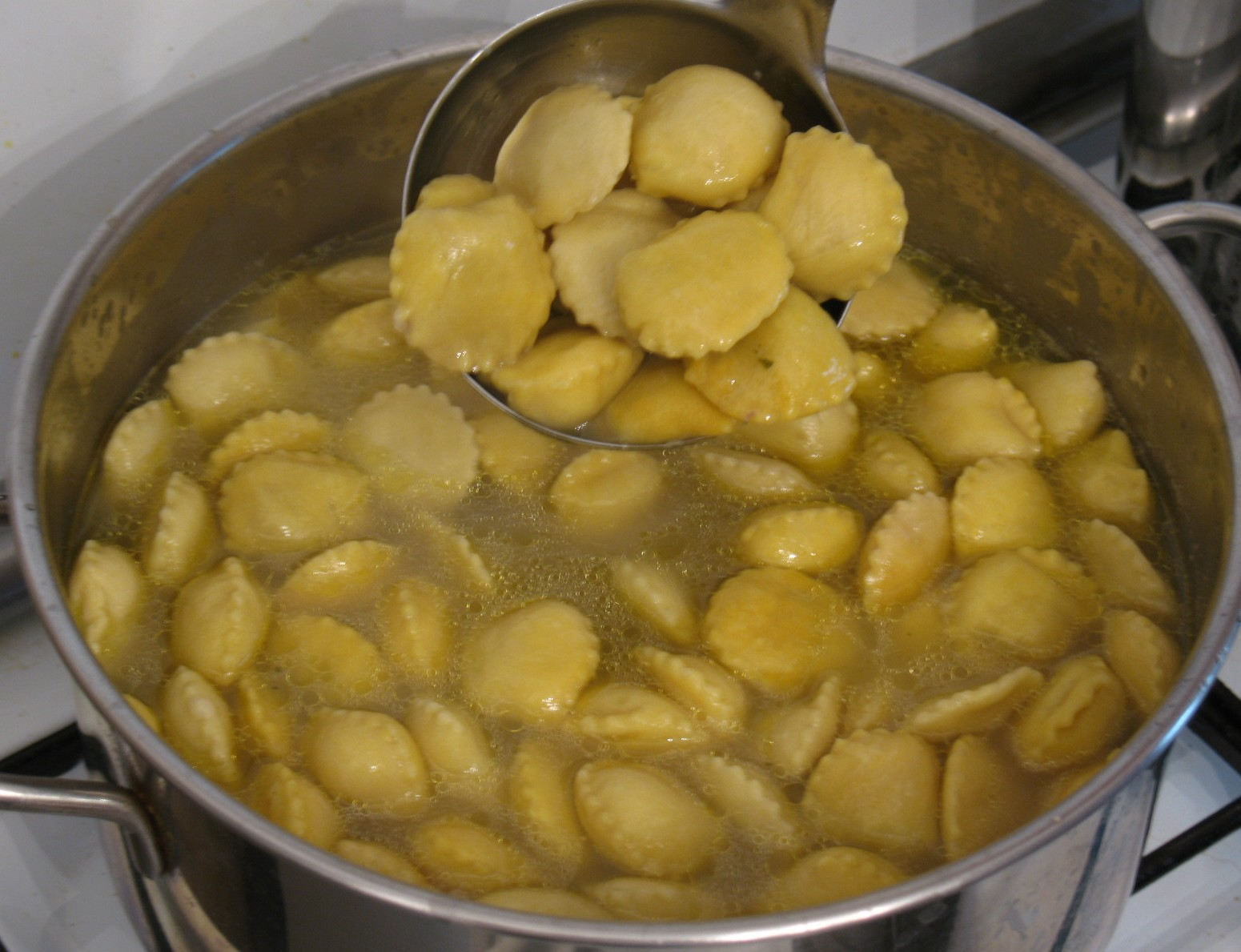
Anolini in brodo, soort ravioli
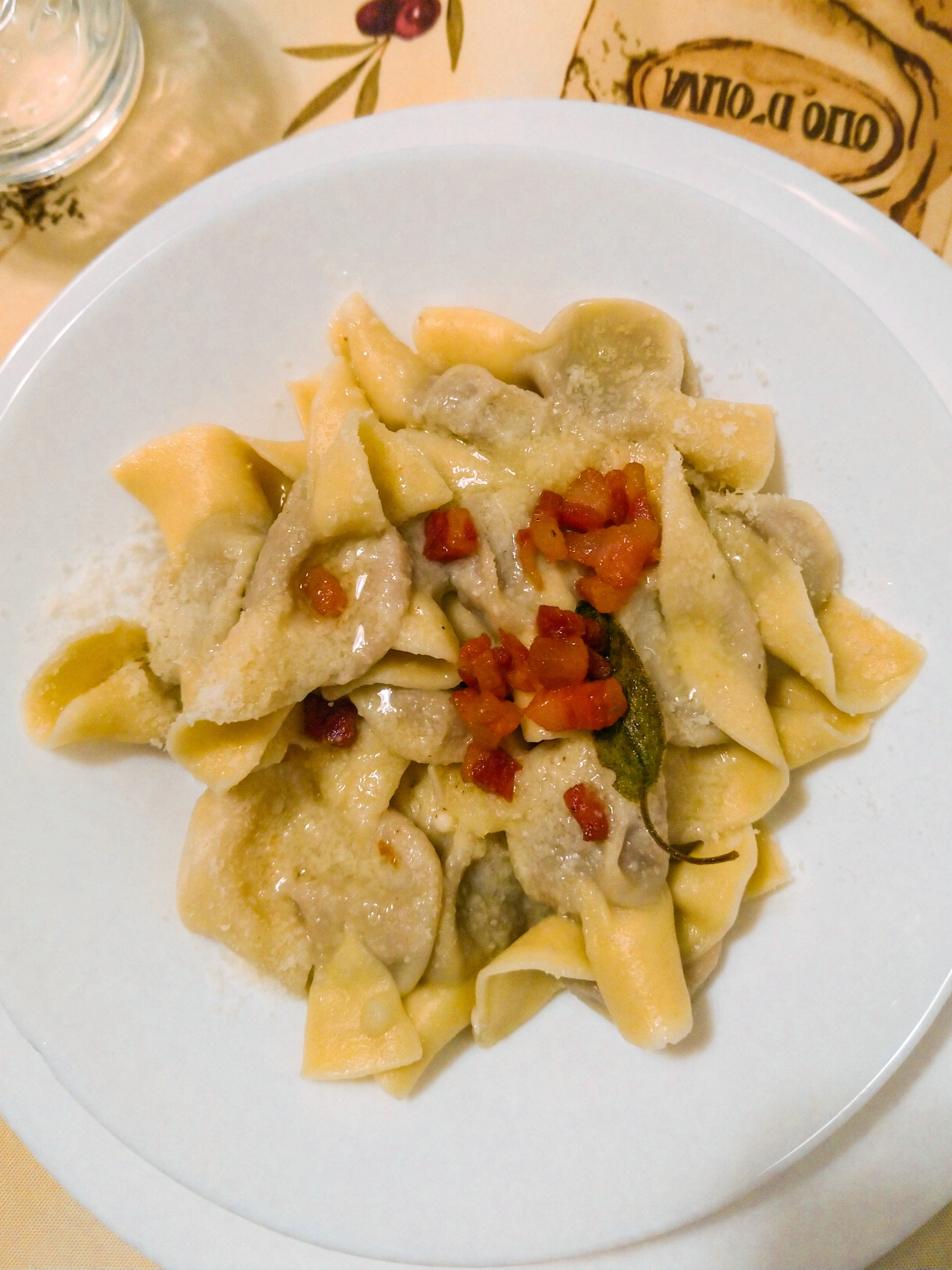
Casoncelli della Bergamasca, soort ravioli uit Bergamo
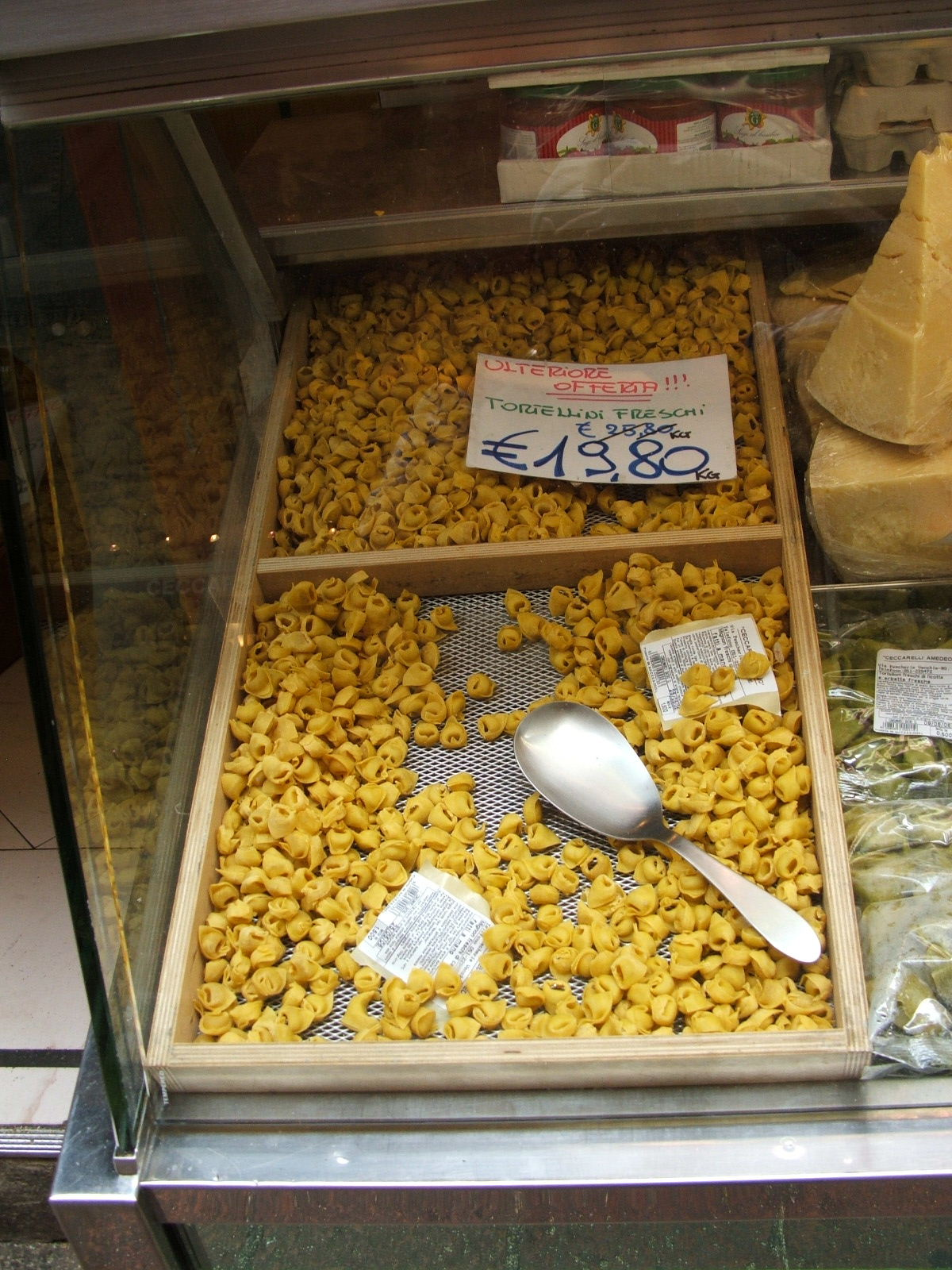
Tortellini in Bologna
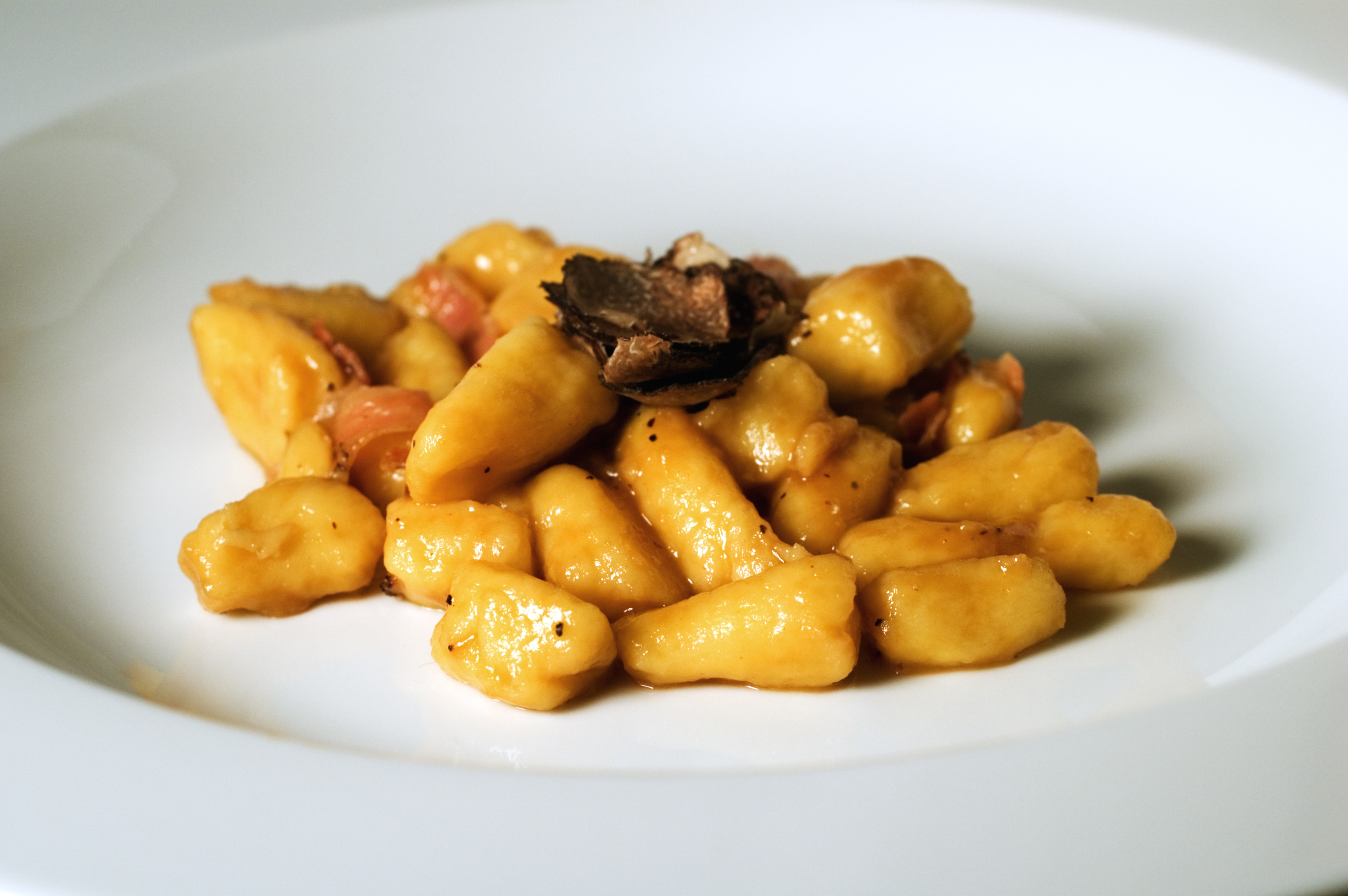
Gnocchi met truffel

### Niet-Italiaanse pasta

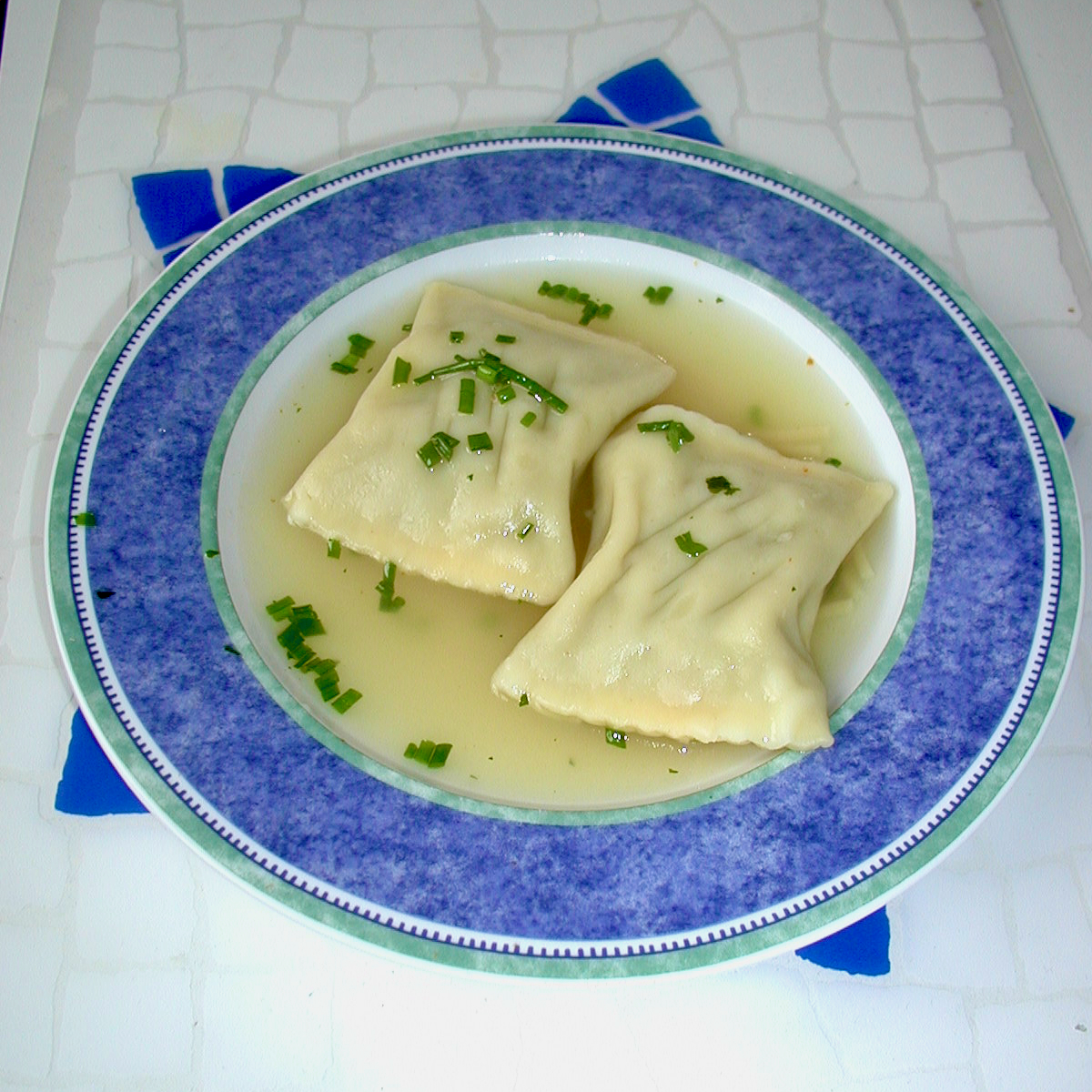
Maultaschen, Duitse ravioli uit Baden-Württemberg
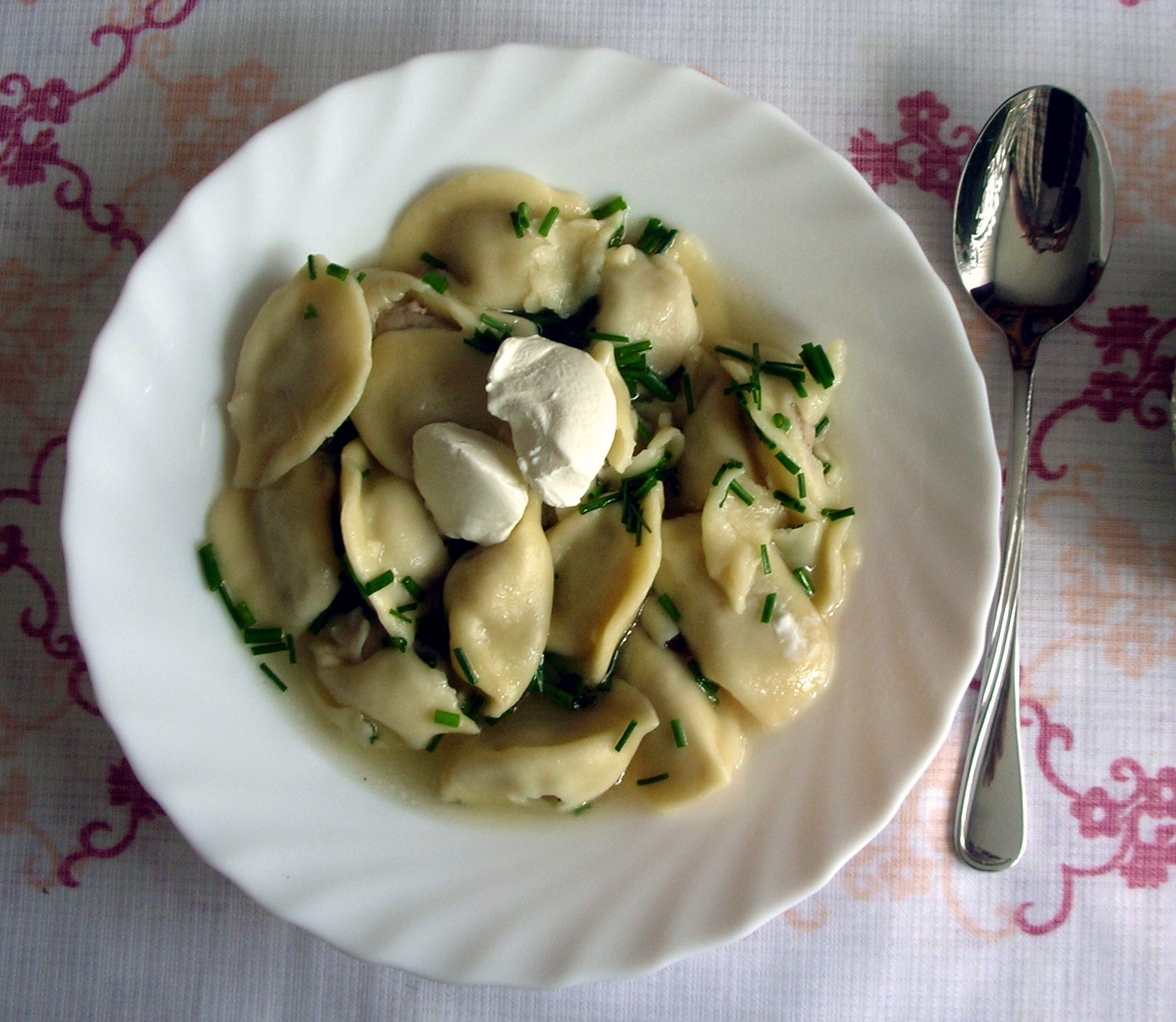
Pelmeni, soort Russische ravioli met vlees
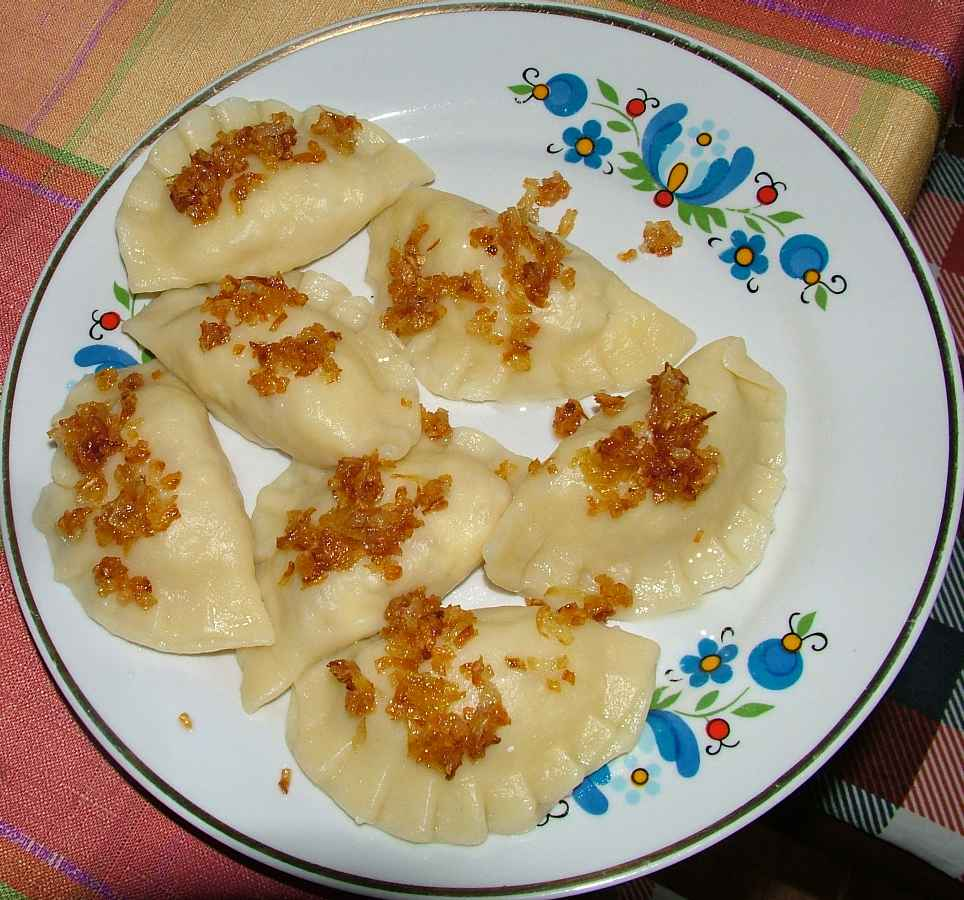
Pierogi, Poolse ravioli
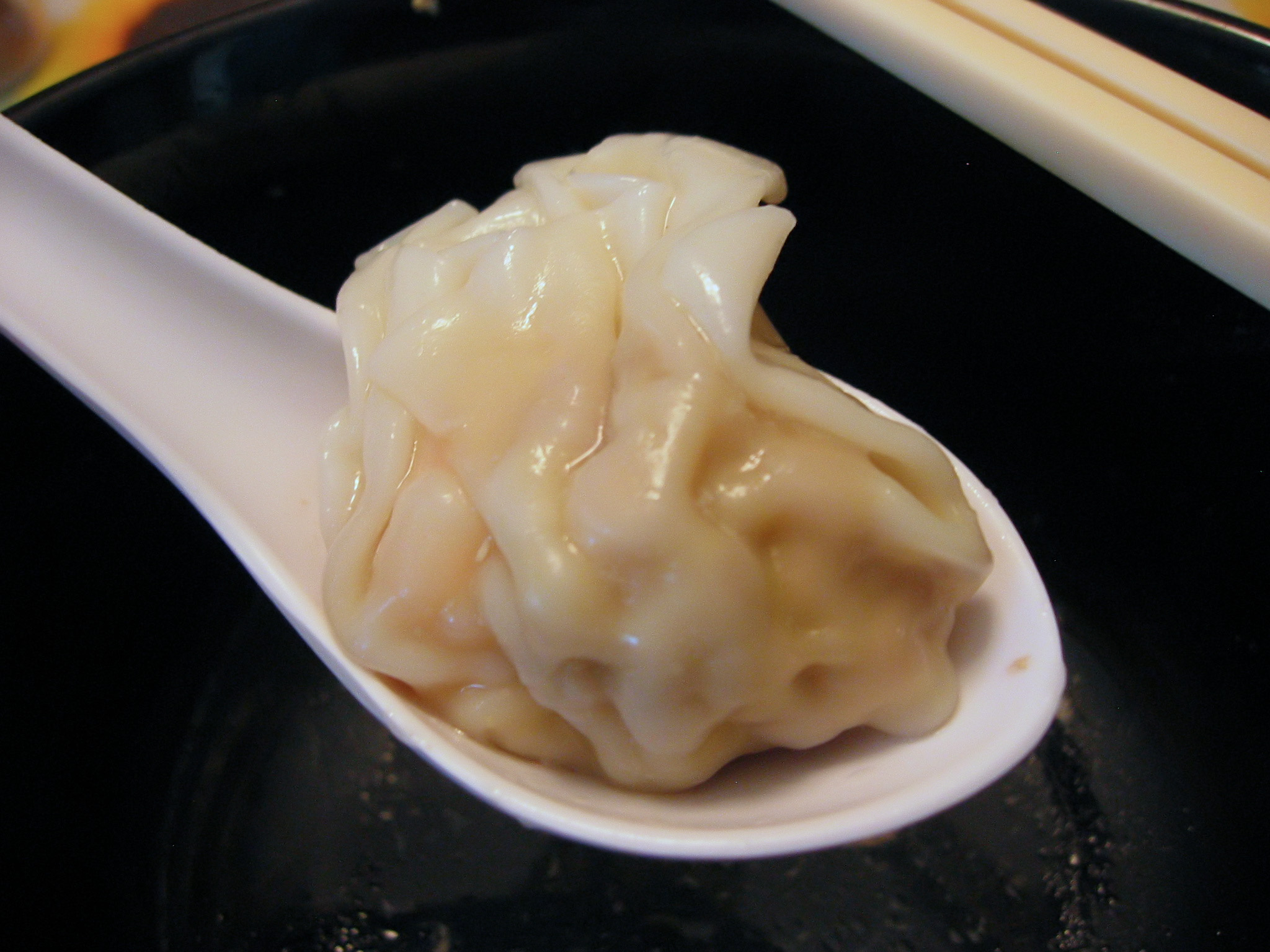
Wantan, Chinese raviolo
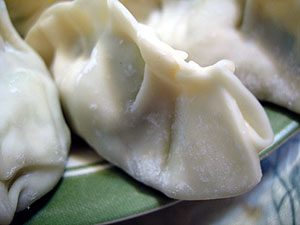
Jiaozi, Chinese raviolo
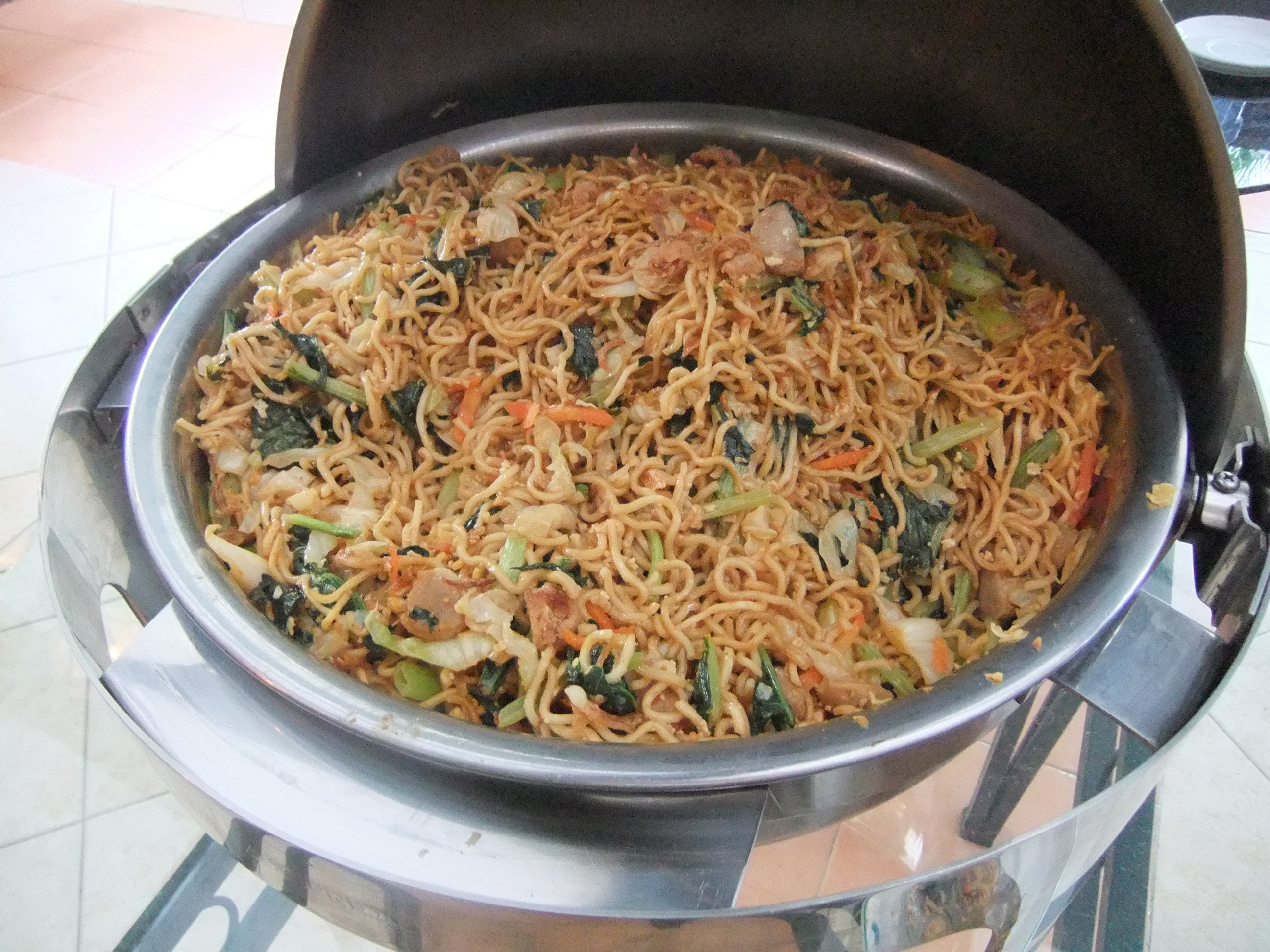
Bami goreng, Indonesisch gerecht